# Science-Fiction-Jahr 2015
Übersicht

◄◄ | ◄ | 2011 | 2012 | 2013 | 2014 | Science-Fiction-Jahr 2015 | 2016 | 2017 | 2018 | 2019 | ► | ►►

Weitere Ereignisse